# Échelle de Glasgow
Pour les articles homonymes, voir GCS.
L'échelle de Glasgow, ou score de Glasgow (Glasgow coma scale, GCS), est un indicateur de l'état de conscience. Dans un contexte d'urgence, elle aide le médecin ou le secouriste à choisir une stratégie visant à maintenir les fonctions vitales. Cette échelle fut développée par G. Teasdale et B. Jennet à l'institut de neurologie de Glasgow (Écosse) en 1974 pour les traumatismes crâniens.
Ce score est inversement corrélé à la gravité (stratification du risque de complications et évolution spontanée) des comas. Le diagnostic de coma peut être posé quand ce score est inférieur à 8, mais il doit s'accompagner en plus de troubles de la vigilance et de l'éveil.
Il est possible d'avoir un patient avec un score de 6 qui a les yeux ouverts et qui est donc conscient. Dans ce cas, on ne le considère pas comme comateux (l'aphasie globale et la catatonie en sont de bons exemples).

## Échelle
C'est une échelle allant de 3 (coma profond) à 15 (personne parfaitement consciente), et qui s'évalue sur trois critères :
- ouverture des yeux ;
- réponse verbale ;
- réponse motrice.

Chaque critère reçoit une note ; le total global est la somme de ces notes, mais les notes individuelles doivent être également considérées. Par exemple, une personne muette aura toujours une réponse verbale de 1 même s'il est parfaitement conscient, son total maximal sera alors de 11 et non pas de 15. De tels éléments complémentaires sont indispensables pour une évaluation neurologique correcte.
| Ouverture des yeux | Réponse verbale      | Réponse motrice                                     |
| ------------------ | -------------------- | --------------------------------------------------- |
| 1 - nulle          | 1 - nulle            | 1 - nulle                                           |
| 2 - à la douleur   | 2 - incompréhensible | 2 - extension stéréotypée (rigidité décérébrée)     |
| 3 - à la demande   | 3 - inappropriée     | 3 - flexion stéréotypée (rigidité de décortication) |
| 4 - spontanée      | 4 - confuse          | 4 - évitement (retrait)                             |
|                    | 5 - normale          | 5 - orientée (localisatrice)                        |
|                    | 6 - aux ordres       |                                                     |

### Ouverture desyeux
| Score | Nature de la réponse | Explications                                                                           |
| ----- | -------------------- | -------------------------------------------------------------------------------------- |
| 1     | Nulle                | Aucune ouverture des yeux, même en cas de stimulus douloureux                          |
| 2     | À la douleur         | Les yeux sont fermés : ils ne s'ouvrent que quand un stimulus douloureux est pratiqué  |
| 3     | À la demande         | Les yeux sont fermés : ils ne s'ouvrent que quand on demande à la personne de le faire |
| 4     | Spontanée            | Les yeux sont ouverts, le regard est normal                                            |

### Réponse verbale
| Score | Nature de la réponse | Explications                                                                      |
| ----- | -------------------- | --------------------------------------------------------------------------------- |
| 1     | Nulle                | La personne ne parle pas, aucun son ne sort de sa bouche                          |
| 2     | Incompréhensible     | La personne n'émet que des grognements, ou marmonne, spontanément ou à la douleur |
| 3     | Inappropriée         | Les réponses ne correspondent pas aux questions                                   |
| 4     | Confuse              | La personne commet des erreurs, se répète                                         |
| 5     | Normale              | La personne peut citer son nom, le lieu, la date...                               |

### Réponse motrice
| Score | Nature de la réponse  | Explications |
| ----- | --------------------- | --- |
| 1     | Nulle                 | A la stimulation douloureuse : aucune réaction |
| 2     | Extension stéréotypée | À la stimulation douloureuse : extension et rotation interne des membres supérieurs, les paumes se tournent vers l'extérieur : décérébration                 |
| 3     | Flexion stéréotypée   | À la stimulation douloureuse : flexion de l'avant-bras sur le bras : décortication                                                                           |
| 4     | Évitement             | À la stimulation douloureuse : le bras tente de se soustraire à la douleur, mais de manière peu adaptée ou simplement ébauchée (motricité de retrait faible) |
| 5     | Orientée              | À la stimulation douloureuse : mouvement adapté de retrait, parfois violent (motricité dite localisatrice, de retrait fort)                                  |
| 6     | Aux ordres            | Spontanément : répond de manière adaptée aux ordres simples                                                                                                  |

### Interprétation
La notion d'inconscience en premiers secours correspond globalement à un total inférieur à 10.
- 15 : conscience normale
- 14 à 10 : somnolence ou coma léger
- 9 à 7 : coma lourd
- 6 à 3 : coma profond ou mort clinique

Une équipe belge a proposé d'associer les informations résultant de la recherche des réflexes du tronc cérébral systématiquement recherchés sur les patients en coma profond ce qui a donné lieu à l'échelle dite de Glasgow Liège.

### Échelle de Glasgow pédiatrique
L'échelle a été adaptée aux enfants :
| Ouverture des yeux (id. adulte) | Réponse verbale (- 5 ans)               | Réponse motrice                                     |
| ------------------------------- | --------------------------------------- | --------------------------------------------------- |
| 1 - nulle                       | 1 - nulle                               | 1 - nulle                                           |
| 2 - à la douleur                | 2 - grognements à la douleur            | 2 - extension stéréotypée (rigidité décérébrée)     |
| 3 - au bruit                    | 3 - cris, pleurs à la douleur           | 3 - flexion stéréotypée (rigidité de décortication) |
| 4 - spontanée                   | 4 - enfant irritable, pleurs continuels | 4 - évitement à la douleur                          |
|                                 | 5 - normale (lallation, gazouillis)     | 5 - évitement au toucher                            |
|                                 | 6 - spontanée                           |                                                     |

## Réaction à la douleur
Si la victime n'exécute pas d'action spontanée, ni au bruit ni au toucher, on teste alors sa réaction à la douleur. Il convient bien évidemment d'exercer une stimulation qui ne cause ni blessure ni aggravation de l'état et n'entraînant pas non plus de lésion de la zone stimulée. On utilise en pratique l'appui sur un ongle d'un objet dur tel un stylo. D'autres méthodes existent, comme appuyer avec une phalange sur le milieu du sternum, exercer une pression sous l'angle de la mâchoire inférieure ou derrière les oreilles, etc. Les méthodes de pincement ont été pratiquées mais sont maintenant bannies.

## Pronostics après la sortie du coma
Si l'échelle de Glasgow est un des critères de gravité et de devenir, notamment pour les traumatismes cranio-cérébraux, elle ne peut constituer le seul élément de pronostic : un GCS (Glasgow Coma Scale) de 12 à l'entrée aux urgences peut se dégrader très rapidement en fonction de l'accident, et l'urgence imposera aux équipes de prise en charge de surveiller les constantes vitales et d'éviter l'apparition d'atteintes cérébrales secondaires d'origine systémique (ACSOS). Dans ce type de situation, il est probable que l'échelle de Glasgow ne soit plus évaluée en raison de l'urgence.